# Песочани
Песочани или Песочени (изписване до 1945 година: Пѣсочани; на македонска литературна норма: Песочани) е село в община Дебърца на Северна Македония.

## География
Селото е в Долна Дебърца, част от котловината Дебърца между Илинската планина от изток и Славей планина от запад. Разположено е в южното подножие на Славей планина на входа на Горна Дебърца.

## История
Източно от Песочани са руините от античната и средновековна крепост Кула, която Иван Микулчич идентифицира с град Дебърца.
В XIX век Песочани е албанско село в нахия Дебърца на Охридската каза на Османската империя. В „Етнография на вилаетите Адрианопол, Монастир и Салоника“, издадена в Константинопол в 1878 година и отразяваща статистиката на населението от 1873 година, Песочан (Pessotchan) е посочено като село с 30 домакинства с 82 жители мюсюлмани. Според Васил Кънчов в 90-те години Песочени има 80 къщи турци. Според статистиката му („Македония. Етнография и статистика“) от 1900 година Пѣсочени е населявано от 360 жители, всички арнаути мохамедани.
На Етнографската карта на Битолския вилает на Картографския институт в София от 1901 година Песочан е чисто албанско село в Охридската каза на Битолския санджак с 60 къщи.
Църквата „Св. св. Кирил и Методий“ е от края на XX век.
Според преброяването от 2002 година селото има 95 жители македонци.
| Националност | Всичко |
| македонци    | 95     |
| албанци      | 0      |
| турци        | 0      |
| роми         | 0      |
| власи        | 0      |
| сърби        | 0      |
| бошняци      | 0      |
| други        | 0      |

## Личности
Починали в Песочани
- Деян Димитров (1873 – 1912), български революционер